# Emmy Noether
Amalie Emmy Noether, född 23 mars 1882 i Erlangen i Tyskland, död 14 april 1935 i Bryn Mawr i USA, var en tysk matematiker främst känd för sitt nyskapande tänkande inom abstrakt algebra och teoretisk fysik. Hon har, av bland andra Albert Einstein, beskrivits som den viktigaste kvinnan i matematikens historia. Som en av de ledande matematikerna under sin tid utvecklade hon teorier om ringar, kroppar och algebror. Inom fysiken beskriver Noethers sats sambandet mellan symmetrier och konserveringslagar.
Noethers matematiska arbete kan delas in i tre "epoker". Under den första (1908–1919) bidrog hon till teorier om algebraisk invarians och talkroppar. Den andra epoken (1920–1926) ägnades åt att utveckla teorin om ideal till kommutativa ringar med hjälp av "det stigande kedjevillkoret" (eng: ascending chain condition), vilket är en egenskap som kan innehas av algebraiska strukturer. Objekt som uppfyller villkoret kallas Noetheriska efter henne. Under den tredje epoken (1927–1935) publicerade Noether artiklar om okommutativa algebror och hyperkomplexa tal, samt länkade samman representationsteori för grupper med teorier för moduler och ideal. Utöver egna publikationer har Noether bidragit till många andra matematikers arbeten även inom områden utanför sin egen forskning, så som exempelvis algebraisk topologi.

## Biografi

### Uppväxt
Emmy Noether föddes i en välbärgad judisk familj i Erlangen, som äldst av fyra syskon. Hennes far, Max Noether, var själv matematiker och professor vid Erlangens universitet. Hennes bror Fritz Noether verkade också som matematiker.
Från skolgången beskrivs Noether som duktig och trevlig. En familjevän har i efterhand berättat om hur Noether på ett barnkalas imponerade med sin snabbtänkthet då de ställdes inför en matematisk klurighetsuppgift. Vid sidan av studierna tog Noether pianolektioner, som brukligt var, men var inte särskilt intresserad och kom därför inte mycket längre än nybörjarnivå.

### Utbildning

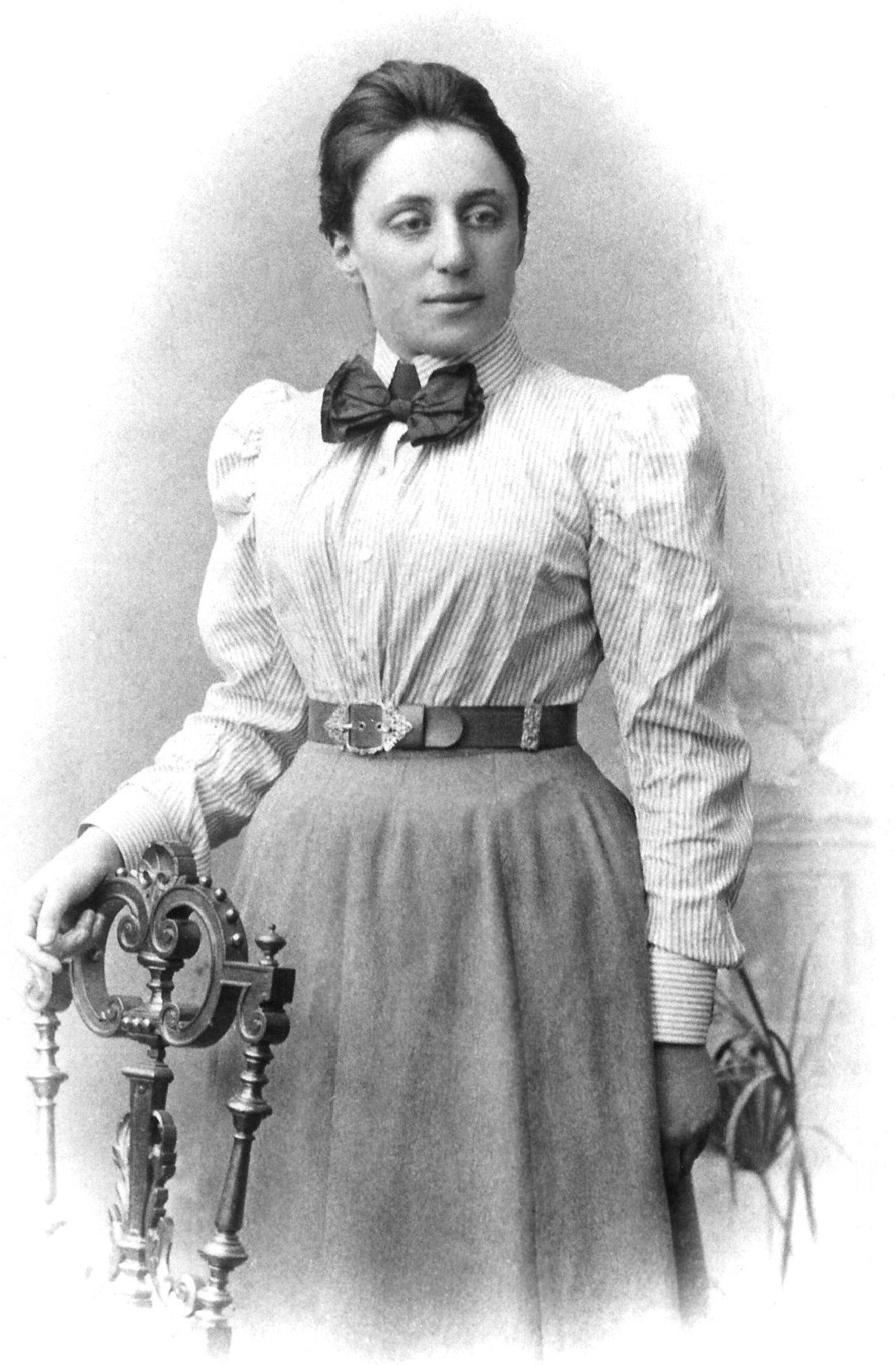
Emmy Noether (1882−1935)

Noether utbildade sig först till språklärare i franska och engelska och hade snittbetyget sehr gut (mycket bra). Hon kvalificerade sig därmed som språklärare på flickskolor, men började istället att studera matematik vid Erlangens universitet. Som kvinna i Tyskland vid denna tid tilläts inte Noether skriva in sig som student vid universitetet, utan fick närvara som åhörare vid föreläsningar så länge den professor som höll i föreläsningen givit sitt tillstånd till detta. Det var inte alla professorer som tillät kvinnor att närvara och vid ett tillfälle vägrade en professor att inleda sin föreläsning med en kvinna i rummet. Vinterterminen 1900/1901 var två av 986 inskrivna studenter kvinnor – en av dem var Emmy Noether. Parallellt med universitetsstudierna förberedde sig Noether för Reifeprufung (gymnasieexamen), vilken hon tog 14 juli år 1903 vid Konigliches Realgymnasium i Nürnberg.
Under vinterterminen 1903/1904 studerade Noether som "åhörare" vid universitetet i Göttingen. Bland hennes föreläsare fanns astronomen Karl Schwarzschild samt matematikerna Hermann Minkowski, Otto Blumenthal, Felix Klein och David Hilbert. Efter en termin återvände hon dock till Erlangen sedan det blivit tillåtet för kvinnor att bli inskrivna som studenter och examineras på samma sätt som de manliga studenterna. Med matematik som enda ämne gick hon på föreläsningar med både sin far Max Noether och Paul Gordan. Gordan kom senare att bli hennes handledare då hon skrev sin avhandling Über die Bildung des Formensystems der ternären biquadratischen Form (Om bildandet av invariantsystem för ternära bikvadratiska former) 1907. Hon fick dock inte hålla den habilitationsföreläsning som vid denna tid krävdes för att fullborda ett tyskt doktorat.

### Akademisk karriär
Efter att ha färdigställt sin avhandling arbetade Noether oavlönat vid Erlangens matematiska institut i sju år, delvis med att avlasta sin far och delvis med eget arbete. Hon publicerade bland annat vidareutvecklingar av sin avhandling – från 3 till n variabler. Trots avsaknad av officiell doktorsgrad rönte hon uppskattning från Albert Einstein, som drog nytta av hennes resultat inom invariansanalysen i sin egen allmänna relativitetsteori och starkt prisade henne i ett brev till den tyske matematikern David Hilbert.
Hilbert intresserade sig för hennes forskning och tillsammans med Felix Klein inbjöd han henne till Göttingens universitet 1915. Den filosofiska fakulteten motsatte sig dock detta (trots Hilberts protester om att en kandidats kön inte borde vara ett argument mot att anta någon som privatdocent – "det var trots allt ett universitet och inte ett badhus") och under fyra års tid tvingades hon föreläsa under Hilberts namn. Under denna tid bevisade hon vad som nu är känt som Noethers sats, som säger att varje kontinuerlig symmetri motsvarar en bevarad storhet (givet av en konserveringslag). Rapporten presenterades av Klein 1918 vid ett möte för Kungliga Vetenskapssällskapet i Göttingen. Troligtvis presenterade Noether inte sitt arbete själv eftersom hon inte var medlem i sällskapet. 
1919 godkändes slutligen Noethers habilitation och hon blev utnämnd till privatdocent (en oavlönad post). Tre år senare blev hon befordrad till inofficiell lektor, vilket var ett erkännande av hennes arbete men fortfarande en oavlönad post. Inte förrän ytterligare ett år senare började Noether få betalt för sitt arbete vid universitetet. Ditintills hade hennes familj fått bekosta hennes mat och husrum.
Den nederländske matematikern B. L. van der Waerden arbetade nära Noether och hennes arbete lade grunden för den andra volymen av van der Waerdens inflytelserika lärobok från 1931, Moderne Algebra.
Från åren 1911–1929 finns en välbevarad brevkorrespondens mellan Emmy Noether och matematikern Ernst Fischer. De skickade många vykort till varandra med matematiska argumentationer och det är tydligt att dessa influerat Noether att överge den mer beräknings- och algoritminriktade matematiken, som Gordan vurmat för, till förmån för abstrakt algebra – ett område som hon kom att göra stora bidrag till. Hon har senare beskrivit både sin doktorsavhandling och annat arbete under Gordan som "skräp".
1933 tvingades Noether lämna Göttingen, då nazisterna inte tillät judar att ha tjänster vid de tyska universiteten. Hon flydde till USA och fick en gästprofessur vid Bryn Mawr College i Pennsylvania där hon stannade till sin död två år senare.

### Död
I april 1935 upptäckte läkare en tumör i Noethers bäcken. Av oro för eventuella komplikationer vid en operation beordrades hon först två dagars vila, men senare vid operationen upptäcktes en stor ovarialcysta. Man upptäckte även två mindre tumörer i livmodern, men då de föreföll godartade togs dessa inte bort för att undvika förlängd operation. Trots att det verkade som att Noether återhämtade sig fint avled hon bara några dagar efter operationen, den 14 april 1935.
Hennes dödsruna i New York Times skrevs av Albert Einstein och flera av hennes matematikerkolleger världen över hyllade och mindes henne. Noether kremerades och askan begravdes under pelargångarna vid M. Carey Thomas bibliotek vid Bryn Mawr College.

## Bidrag inom matematik och fysik

### Första epoken (1908–1919): Algebraisk invariansteori
Under den första epoken i sin karriär ägnade Noether mycket tid åt invariansteori. Invariansteori är en gren inom abstrakt algebra som berör uttryck som hålls konstanta (invarianta) under vissa transformationer. Ett vardagligt exempel ges av att om du roterar en pinne vars initiala ändpunktskoordinater ges av (x1, y1, z1) så ändras ändpunktskoordinaterna till (x2, y2, z2). Däremot är dess längd, vilken ges av L2 = Δx2 + Δy2 + Δz2, konstant. Invariantteori var ett populärt forskningsområde under sent 1800-tal och särskilt drivande var Felix Klein med Erlangenprogrammet, enligt vilket olika geometrier bör karaktäriseras utefter deras invarians under transformationer.
Ett exempel på en invarians är diskriminanten B2 − 4 A C av en binär kvadratisk form x·A x + y·B x + y·C y, där x och y är vektorer och "·" är den skalärprodukten eller inre produkten mellan dessa vektorer. A, B och C är linjära operatorer till dessa vektorer – typiskt matriser. Diskriminanten kallas invariant eftersom den inte ändras under linjära substitutioner x → a x + b y, y → c x + d y med determinant a d − b c = 1. Dessa substitutioner utgör den speciella linjära gruppen SL2. Alla polynom i A, B och C som är oförändrade under SL2 kallas för invarianser av binära kvadratiska former och visar sig vara polynomen i diskriminanten.

### Första epoken (1908–1919): Galoisteori
År 1918 publicerade Noether en artikel om inversa Galoisproblemet. Problemet handlar inte om att bestämma Galoisgruppen av transformationer av en given kropp och dess utvidgning, utan Noether frågade huruvida det går att hitta en utvidgning av en given kropp som har en viss grupp som sin Galoisgrupp. Noether reducerade detta till "Noethers problem", som frågar huruvida fixerade kroppen av en delgrupp G av permutationsgruppen Sn med verkan på kroppen k(x1, ... , xn) alltid är en ren transcendent utvidgning av kroppen k. (Hon nämnde detta problem för första gången i en uppsats från 1913, där hon sade att problemet framlagts av hennes kollega Ernst Sigismund Fischer.) Hon bevisade att detta är sant för n = 2, 3 eller 4. År 1969 upptäckte R. G. Swan ett motexempel till Noethers problem med n = 47 och G en cyklisk grupp av ordning 47 (dock kan denna grupp ses som en Galoisgrupp över rationella talen på andra sätt). Inversa Galoisproblemet förblir olöst i det allmänna fallet.

### Första epoken (1908–1919): Fysik
David Hilbert och Felix Klein bjöd in Noether till Göttingens universitet år 1915 eftersom de behövde hennes expertis inom invariansteori för att få hjälp att förstå generell relativitetsteori, en geometrisk gravitationsteori främst utvecklad av Albert Einstein. Hilbert hade observerat att generell relativitet verkade bryta mot energikonserveringen eftersom gravitationsenergi kunde gravitera. Noether kom fram till lösningen på denna paradox samt Noethers första sats, ett fundamentalt verktyg inom modern teoretisk fysik som hon bevisade år 1915 och publicerade år 1918. Hon löste inte bara problemet för generell relativitet, utan bestämde även de konserverade storheterna för alla fysikaliska system som har någon form av kontinuerlig symmetri. 
Om ett fysikaliskt system har samma beteende oavsett orientering i rummet så är de fysikaliska lagarna som styr systemet rotationssymmetriska. Från denna symmetri visar Noethers sats att rörelsemängdsmomentet måste vara bevarat. Det fysikaliska systemet behöver i sig självt inte vara symmetriskt; en ojämn asteroid som rör sig i rymden bevarar rörelsemängdsmomentet trots sin asymmetri. Istället är det symmetrin hos de fysikaliska lagarna som styr systemet som bidrar till konserveringen.
Om ett fysikaliskt experiment har samma utfall oavsett tid och plats så är dess lagar symmetriska under kontinuerliga translationer i rum och tid. Enligt Noethers sats ger dessa symmetrier att rörelsemängd respektive energi bevaras inom systemet. 
Noethers sats har blivit ett fundamentalt verktyg inom modern teoretisk fysik, dels för insikten om konserveringslagar och dels som praktiskt beräkningsverktyg. Satsen gör det möjligt för forskare att bestämma konserverade storheter utifrån observerade symmetrier i ett system. Omvänt förenklar den beskrivningen av ett fysikaliskt system baserat på klasser av hypotetiska fysikaliska lagar. Antag exempelvis att ett nytt fysikaliskt fenomen upptäcks. Då ger Noethers sats en möjlighet att testa teoretiska modeller för systemet: Om teorin har en kontinuerlig symmetri garanterar Noethers sats att teorin har en bevarad storhet, så för att teorin ska vara korrekt måste detta storhetsbevarande gå att observera experimentellt.

### Andra epoken (1920–1926): Stigande och fallande kedjevillkor
Under denna epok blev Noether känd för sitt skickliga användande av stigande och fallande kedjevillkor (eng: ascending and descending chain conditions). En följd av icke-tomma delmängder A1, A2, A3, ... av en mängd S sägs vara stigande om 
{\displaystyle A_{1}\subset A_{2}\subset A_{3}\subset \ldots }
Omvänt sägs följden vara fallande om
{\displaystyle A_{1}\supset A_{2}\supset A_{3}\supset \ldots } .
En kedja blir konstant efter ett ändligt antal steg om det finns ett n sådant att {\displaystyle A_{n}=A_{m}} för varje m ≥ n. En samling delmängder till en given mängd uppfyller det stigande kedjevillkoret om någon stigande följd blir konstant efter ett ändligt antal steg. På samma sätt uppfylls det fallande kedjevillkoret om någon fallande följd blir konstant efter ett ändligt antal steg. 
Dessa villkor är generella, vilket innebär att de kan användas på många typer av matematiska objekt. Trots att de kanske inte förefaller särskilt kraftfulla lyckades Noether visa hur de kunde utnyttjas maximalt. Villkoren kan användas för att visa att varje mängd av delobjekt har ett största/minsta element eller att ett komplext objekt kan genereras av ett mindre antal element. Denna typ av slutsatser är ofta viktiga i bevis.

### Andra epoken (1920–1926): Kommutativa ringar, ideal och moduler
Noethers artikel Idealtheorie in Ringbereichen från 1921  lade grunderna för kommutativ ringteori, och ger en av de första allmänna definitionerna på en kommutativ ring. Före hennes artikel hade de flesta resultaten i kommutativ algebra varit begränsade till speciella exempel på kommutativa ringar, såsom polynomringar över kroppar eller ringar av algebraska helta l. Noether bevisade att i en ring som satisfierar det växande kedjekravet för ideal är varje ideal ändligt genererat. År 1943 gav den franska matematikern Claude Chevalley namnet Noethersk ring åt denna egenskap. Ett viktigt resultat i hennes artikel var Lasker–Noethers sats.
Noethers verk Abstrakter Aufbau der Idealtheorie in algebraischen Zahl- und Funktionenkörpern från år 1927 karakteriserade ringarna där idealen har unik faktorisering till primideal som Dedekinddomänerna. Den innehåller också vad som numera kallas för isomorfisatserna, som beskriver vissa fundamentala naturliga isomorfier, och några andra grundläggande resultat om Noetherska och Artinska moduler.

### Andra epoken (1920–1926): Elimineringsteori
Åren 1923-1924 applicerade Noether sin idealteori på elimineringsteori genom att visa att fundamentala satser om polynomfaktorisering kunde överföras även på denna teori. Elimineringsteori handlar om metoder för att eliminera en eller flera variabler för att lösa system av polynomekvationer. 
Som exempel: ett system av ekvationer kan ofta skrivas på formen Mv = 0, där M är en matris (eller linjär transformation), v är en vektor innehållandes nollskillda potenser av variabeln x och 0 är nollvektorn. Determinanten till M måste då vara noll, vilket ger en ny ekvation där variabeln x har eliminerats.

### Andra epoken (1920–1926): Topologi
Inom topologi studeras egenskaper hos objekt som är invarianta även under deformation, exempelvis hur sammanhängande objektet är. Det sägs ibland skämtsamt att en topolog inte kan skilja på en kaffemugg och en munk, eftersom de kan deformeras kontinuerligt till varandra. 
Noether ligger bakom fundamentala idéer som bidragit till utvecklingen av algebraisk topologi från den tidigare kombinatoriska topologin och särskilt idén om homologiska rum. Hennes förslag att topologi bör studeras algebraiskt togs väl emot av matematiker som Heinz Hopf och Pavel Alexandrov och det var en fråga som diskuterades flitigt på universiteter i Göttingen. Noether observerade att hennes teori om Bettigrupper gör att Euler-Poincaréformeln är lättare att förstå, ett bidrag som syns i Hopfs arbete inom ämnet. I en publikation från 1926 nämner Noether sina topologiska idéer som en sidonot om tillämpningar av gruppteori.

### Tredje epoken (1927–1935): Icke kommutativ algebra
Tillsammans med Emil Artin, Richard Brauer och Helmut Hasse grundade Noether teorin om central simpel algebra. I en rapport rörande divisionsalgebror, det vill säga algebraiska system där division är möjligt, bevisade de två viktiga satser. Hasses lokal-globala princip säger att om en ändligdimensionell central divisionsalgebra över en algebraisk talkropp går att dela upp lokalt går den även att dela upp globalt. Från detta kunde de härleda sin huvudsats: varje ändligdimensionell central divisonsalgebra över en algebraisk talkropp F går att dela upp över en cyklisk cyklotonisk utvidgning.
Dessa satser möjliggör klassificering av alla ändligdimensionella centrala divisionsalgebror. Ytterligare en rapport av Noether visade, som ett specialfall av en mer generell sats, att alla maximala delfält av en divisionsalgebra D är delningskroppar (eng: splitting fields).

## Eftermäle
Noethers arbete är fortsatt relevant för utvecklingen av teoretisk fysik och matematik. Hon rankas ofta som en av 1900-talets största matematiker. Matematikern B. L. van der Waerden skrev i sin dödsruna över Noether att hennes matematiska originalitet var totalt ojämförbar och matematikern Herman Weyl skrev att hon förändrade algebran genom sitt arbete. Redan under sin livstid, och än idag, klassades Noether som den största kvinnliga matematikern i modern tid. Vid 1964 års världsutställning var Noether den enda kvinnan som nämndes i utställningen tillägnad moderna matematiker.
Exempel på saker som hedrar Emmy Noethers minne är bland annat:
- The Association for Women in Mathematics håller varje år en föreläsning kallad The Noether Lecture där de hyllar kvinnor i matematiken.[25]
- Siegens universitet i Tyskland har ett campus kallat Emmy Noether campus, där fysik- och matematikinstitutionerna ligger.[26]
- Den tyska forskningsfonden Deutsche Forschungsgemeinschaft har ett program kallat Emmy Noether programme som hjälper forskare att bli professorer genom att låta dem leda juniorforskargrupper.[27]
- En gata i Erlangen är uppkallad efter Emmy Noether och hennes far Max Noether.
- Nedslagskratern Nöther på månens baksida är döpt efter Emmy Noether.[28]
- Asteroiden 7001 Noether är uppkallad efter Emmy Noether.[29]
- Den 23 mars 2015 gjorde Google en doodle av Emmy Noether på sin startsida till minne av hennes 133e födelsedag.[30]